# لونن‌برگ (ویرجینیا)
لونن‌برگ (به انگلیسی: Lunenburg) یک منطقهٔ مسکونی در ایالات متحده آمریکا است که در شهرستان لولنبرگ، ویرجینیا واقع شده‌است. لونن‌برگ ۱۶۵ نفر جمعیت دارد.